# Draba cardaminiflora
Draba cardaminiflora är en korsblommig växtart som beskrevs av Vladimir Leontjevitj Komarov. Draba cardaminiflora ingår i släktet drabor, och familjen korsblommiga växter. Inga underarter finns listade i Catalogue of Life.